# Midtown (Band)
Midtown war eine US-amerikanische Pop-Punk-Band.

## Geschichte
Midtown wurde 1998 von drei Studenten in Springfield, New Jersey gegründet. Kurz darauf wurde sie zum Quartett. Ihre erste EP wurde 1999 bei Pinball Records veröffentlicht. Ihr erstes Album veröffentlichte sie Anfang 2000 bei Drive-Thru Records. Midtown trennte sich 2005 kurz nach der Veröffentlichung ihres Albums Forget What You Know. 
Gabe Saporta ist jetzt Sänger von Cobra Starship. Heath Saraceno spielte von 2005 bis 2009 bei Senses Fail. Rob Hitt arbeitet für Crush Management und hat ein eigenes Plattenlabel, I Surrender Records, bei dem z. B. Dragonette unter Vertrag sind. Tyler Rann singt bei Band of Thieves.

## Diskografie

### Alben
- 2000: Save the World, Lose the Girl
- 2002: Living Well Is The Best Revenge
- 2004/2005: Forget What You Know

### EPs
- 1999: The Sacrifice of Life
- 2000: Donots vs. Midtown Split 7"
- 2001: Millencolin / Midtown Split

### Kompilationen
- Punk Goes 80s (Cover of Your Love by The Outfield)
- Punk Goes Acoustic („Knew It All Along“)